# Assurance suicide
Pour plus de détails, voir Fiche technique et Distribution.
Assurance suicide (Clean Break) est un téléfilm américain réalisé par Robert Malenfant, diffusé en 2008.

## Synopsis
Matt et Julia sont mariés et dirigent une agence de publicité. Quand Matt est retrouvé mort, la police conclut, dans un premier temps, à un suicide. La société d'assurance chargée d'indemniser Julia décide toutefois d'enquêter sur cette mort qui semble suspecte. Julia elle-même finit par se poser des questions. Or, tous les indices recueillis par les agents semblent accréditer la thèse d'une mort volontaire.

## Fiche technique
- Titre original : Clean Break
- Réalisation : Robert Malenfant
- Scénario : Robert Malenfant et Jacques Haitkin
- Pays d'origine :États-Unis
- Durée : 93 min
- Format : 1.85:1, couleur
- Son : Stéreo
- Dates de premières diffusions :
  -  États-Unis : 3 juillet 2012 en Vod
  -  France : 15 mai 2012 sur Direct Star
- Interdit aux moins de 10 ans

## Distribution
- Tara Reid : Julia McKay
- Colm Meaney : Trevor Jones
- Angus Macfadyen : Matt McKay
- Francesc Garrido : Álvaro
- Robert Galzarano : Bobby McKay
- Lorena Bernal : Eva
- Mingo Ràfols : Inspecteur Jiménez
- George Wendt : Chuck